# فدکس آفیس
فدکس آفیس (انگلیسی: FedEx Office) شرکت خدمات اداری آمریکایی است، که در سال ۱۹۷۰ تأسیس شد.